# A14 (België)
De A14 is een Belgische autosnelweg. De Europese weg E17 volgt volledig de A14. Deze snelweg is een van de belangrijkste autosnelwegen in België en verbindt twee grote Belgische steden, namelijk Antwerpen en Gent, met de Franse grens. Tot juni 1985 werd de snelweg de E3 genoemd, de wielerwedstrijd E3 Harelbeke verwijst hier nog steeds naar.
De weg is een van de drukste verkeersaders voor nationaal en internationaal vrachtvervoer, met in het noorden Antwerpen en zijn haven en de aansluiting met de E19 en E34 naar Nederland en Duitsland, en in het zuiden Frankrijk. 
Vrachtwagens mogen vóór de zondagavond Frankrijk niet binnen; als een gevolg daarvan zijn de snelwegparkings richting Frankrijk vaak overvol op zondag. Om dat tegen te gaan werd beslist dat vrachtwagens niet over de  mochten rijden, ook volledig deel van de 

## Bouw
De E3 werd begin de jaren '70 aangelegd. De stukken rond Gent en Sint-Niklaas werden in 1970 afgewerkt, de aansluiting naar de Franse grens, en het stuk tussen Waregem en Zwijnaarde werden in 1972 afgewerkt. 
Bij de bouw werden een aantal zandputten gegraven: onder meer in Kruishoutem (een put aan de Karreweg bij Petegem, een ondertussen verdwenen put aan de Meirestraat bij Waregem, en een put aan de Gaverstraat). Verderop in Deerlijk en Waregem werden de putten van de De Gavers) aangelegd tijdens de bouw van de snelweg.

## Route

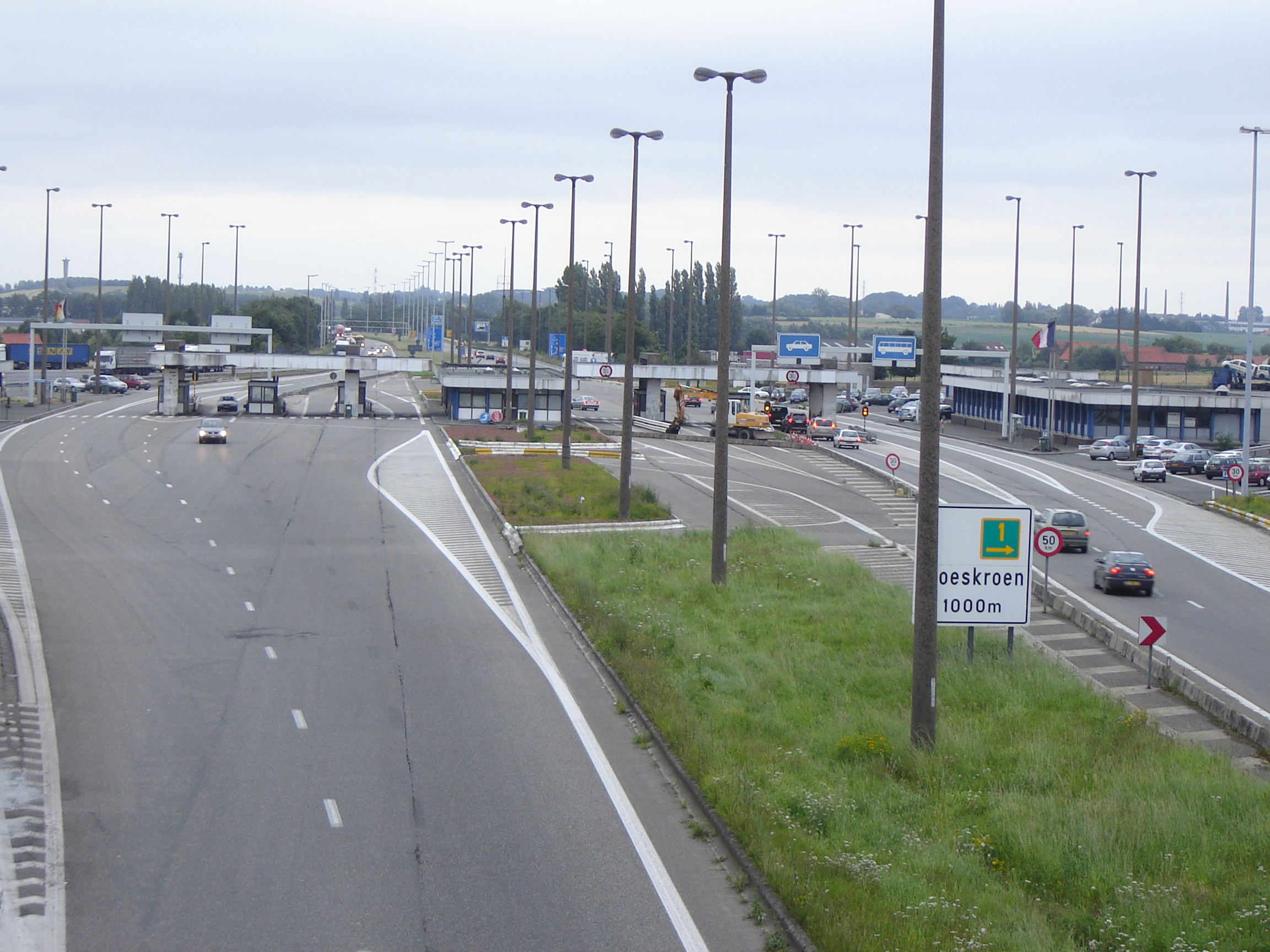
Grensovergang met Frankrijk in Rekkem in 2007

De route van deze autosnelweg gaat vanaf de stad Antwerpen door de provincie Oost-Vlaanderen waar zich het Waasland bevindt met de bekendste steden Sint-Niklaas en Lokeren. Voorbij Gent en Deinze loopt de weg door West-Vlaanderen (Kortrijk) en dan verder tot Rekkem aan de Franse grens.
Tussen Gent en Kortrijk volgt de weg dezelfde as als de gewestweg N43, de spoorlijn 75 en de rivier de Leie.

## Kettingbotsing 1996
Op dinsdag 27 februari 1996 ontstond nabij Nazareth, tussen de Oost-Vlaamse steden Deinze en Gent, omstreeks 10 uur 's ochtends een zware kettingbotsing op de A14. De botsing vond plaats zo'n honderd meter voorbij de afrit 7 (Deinze, indien men de rijrichting Kortrijk volgt). Op een zeer koude winterdag hing plots een dichte mist over de Gentse Rand die honderden bestuurders verraste waardoor men op elkaar inreed. Deze kettingbotsing is de op één na zwaarste in Europa. Door deze kettingbotsing raakten er auto’s verpletterd tussen vrachtwagens en ontstond er hier en daar brand. Aan beide zijden van de snelweg ontstond er een ravage waarin zo’n 200 tot 250 auto’s betrokken waren.

## Aantal rijstroken
| Traject                                              | Aantal rijstroken |
| ---------------------------------------------------- | ----------------- |
| Knooppunt Antwerpen-West - afrit Kruibeke            | 2×4               |
| afrit Kruibeke - afrit Sint-Niklaas                  | 2×3               |
| afrit Sint-Niklaas-Centrum - afrit Sint-Niklaas-West | 2+3+3+2           |
| afrit Sint-Niklaas-West - afrit Gentbrugge           | 2×3               |
| afrit Gentbrugge - afrit Gent-centrum                | 2×4               |
| afrit Gent-centrum - Knooppunt Zwijnaarde            | 2+2+2+3           |
| Knooppunt Zwijnaarde - Knooppunt Aalbeke             | 2×3               |
| Knooppunt Aalbeke - Franse Grens                     | 2×2               |